# ميكفه إسرائيل
ميكفه إسرائيل ((بالعبرية: מִקְוֵה יִשְׂרָאֵל); "أمل إسرائيل") هي قرية شبابية ومدرسة داخلية في وسط إسرائيل. تقع في منطقة تل أبيب، وكان عدد سكانها 426 نسمة في عام 2016.
أنشئت في عام 1870، وكانت أول مدرسة زراعية يهودية في ما هو الآن إسرائيل.

## تاريخ
أسس ميكفه إسرائيل شارل نتر عضو منظمة الاتحاد الإسرائيلي العالمي الفرنسية ورئيسها بعد تولي رئيسها السابق إسحاق كريمييه وزارة العدل الفرنسية في أبريل عام 1870. على أرض مساحتها 750 فدانا (3.0 كيلومترا مربعا) استؤجرت من الحكومة العثمانية لمدة تسعة وتسعين عاما، من اراضي قرية يازور جنوب شرق يافا. بهدف أن تكون مؤسسة تعليمية حيث يمكن لليهود الصغار تعلم الزراعة والخروج لتأسيس القرى والمستوطنات. في جميع أنحاء البلاد وجعل الصحراء تزدهر.

## وصلات خارجية
- الموقع الرسمي